# Augustikuppen i Sovjetunionen 1991
Augustikuppen (även Moskvakuppen) var ett försök till statskupp i Sovjetunionen som pågick från den 19 till den 21 augusti 1991. Kuppen organiserades av en grupp regeringsmedlemmar och syftade till att ta kontrollen över landet från president Michail Gorbatjov. De åtta kuppmännen var Gennadij Janajev, Valentin Pavlov, Vladimir Krjutjkov, Dmitrij Jazov, Boris Pugo, Oleg Baklanov, Vasilij Starodubtsev och Alexander Tizjakov.
Under kuppen sattes Gorbatjov i husarrest, och militära styrkor skickades in i bland annat dåvarande Litauiska SSR. Kuppmakarna misslyckades dock med att hindra Boris Jeltsin, som i ett uppmärksammat TV-tal rådde militären att frångå sina order, och vägra att rikta sina vapen mot det egna folket. Efter att tre personer dödats i Litauen följde militären denna uppmaning, och kuppförsöket avbröts.
Kuppmakarna tillhörde kommunistpartiet SUKP:s konservativa falang, som ansåg att Gorbatjovs reformprogram hade gått för långt och att det nya unionsavtal som höll på att drivas igenom gav sovjetrepublikerna för stort självbestämmande. Trots att kuppen kollapsade på bara tre dagar och Gorbatjov återinstallerades som regeringschef, destabiliserade den unionen så mycket att man i dag ser den som ett avgörande skäl både till upplösandet av kommunistpartiet och Sovjetunionens fall.